# Юная мисс США 2023
Юная Мисс США 2023 (англ. Miss Teen USA 2023) — 41-й национальный конкурс красоты Юная мисс США, прошедший 28 сентября 2023 года в Grand Sierra Resort, город Рино, штат Невада. Победительницей конкурса стала УмаСофия Шривастава из штата Нью-Джерси. Её победа стала первой победой от штата Нью-Джерси и первыми подряд обладателями титула индийского происхождения в истории «Юная мисс США».
Это первый конкурс красоты, когда состоялся с новым владельцем Лэйла Роуз Rose транслировался на веб-сайте и мобильном приложении The CW.

## Закулисье

### Локация

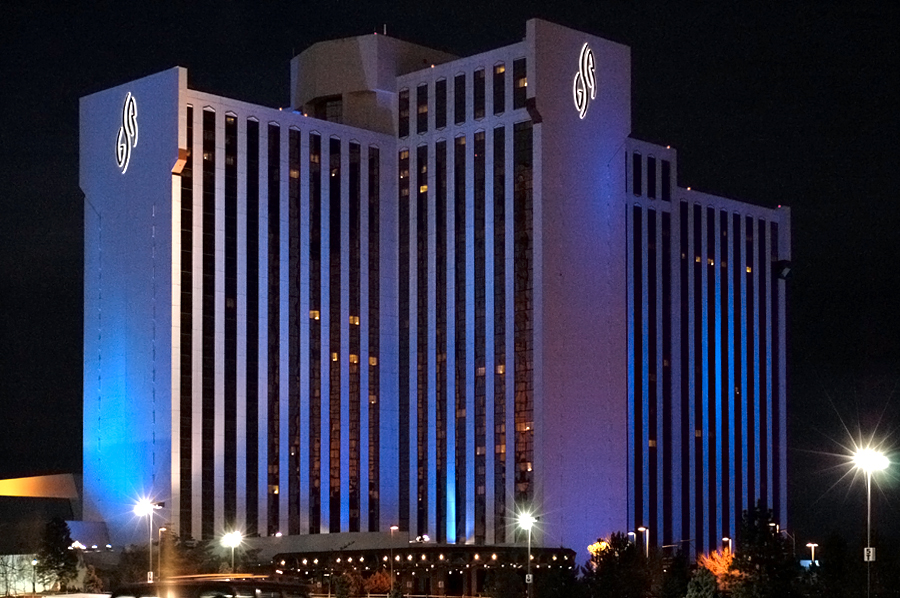
Grand Sierra Resort в городе Рино место проведения конкурса красоты

14 июля 2022 года было сообщено, что конкурс пройдёт городе Рино, город заключил трёхлетний контракт на проведение конкурса с 2022 по 2024 годы. Это третий раз, когда конкурс проводился в Рино и второй год подряд конкурс проводился в городе после Мисс США 2019 и 2022 года. Предыдущий руководитель «Организаторы Мисс США» Кристл Стюарт сообщила, что Рино был выбран в честь Чесли Крист, которая была коронована в этом городе и совершила самоубийство в январе 2022 года.

## Конкурс

### Предварительный конкурс
Отложенная телетрансляция предварительного конкурса «Юная мисс США 2023» транслировалась через официальный YouTube-канал Мисс США 28 сентября в 7 p.m. (ICT / Las Vegas time).

### Судьи
- Кэти Касорла – Телеведущий, предприниматель, стендап-комик[8]
- Табита Сватош – Влиятельный человек[8]
- Эмили Шах – Актриса, продюсер, предприниматель, победительниа «Мисс Нью-Джерси 2014»[8]
- Минди Мэхи – Основатель «Kopu Water»[8]
- Рут Закарян – победительница Юная мисс США 1983[8]

## Результаты
| Final Results      | Contestant |
| ------------------ | --- |
| Юная мисс США 2023 | - Нью-Джерси – УмаСофия Шривастава |
| 1-я Вице мисс      | - Нью-Йорк – Стефани Скиннер |
| 2-я Вице мисс      | - Пенсильвания – Мэгги Росс |
| 3-я Вице мисс      | - Техас – Хейли Пакетт |
| 4-я Вице мисс      | - Огайо – Каролина Сола |
| Топ-20             | - Калифорния – Талия Пейрис - Вашингтон (округ Колумбия) – Азия Чизли - Джорджия – Деним Ловетт - Иллинойс – Вивика Левандовски - Айова – Мэдлин Эриксон - Миссури – Мэдисон Бек - Северная Дакота – Морган Швиндт - Оклахома – Джаселин Россман - Род-Айленд – Лола Паолисси § - Южная Каролина – Кенли МакВэй - Теннесси – Блай Аллен - Юта – Джоселин Осмонд - Виргиния – Эшли Ван - Вашингтон – Маккензи Куикен - Висконсин – Шелби Хонеке |

§ – Попал в топ-20 посредством онлайн-голосования.